# Atos SE

Die Atos SE (ehemals Atos Origin) ist ein börsennotierter französischer IT-Dienstleister mit Hauptsitz in Bezons bei Paris. Das Unternehmen hat weltweit knapp 100.000 Mitarbeiter und einen Jahresumsatz von rund 10 Milliarden Euro. Zu den Geschäftsfeldern des Unternehmens gehören Zahlungstransaktionen, Beratungs- und Technologieservices, Systemintegration sowie Outsourcing-Dienstleistungen. Atos operiert weltweit unter den Marken Atos, Atos Syntel, Atos Consulting, Atos Healthcare, Atos Worldgrid, Bull, Eviden und Canopy.

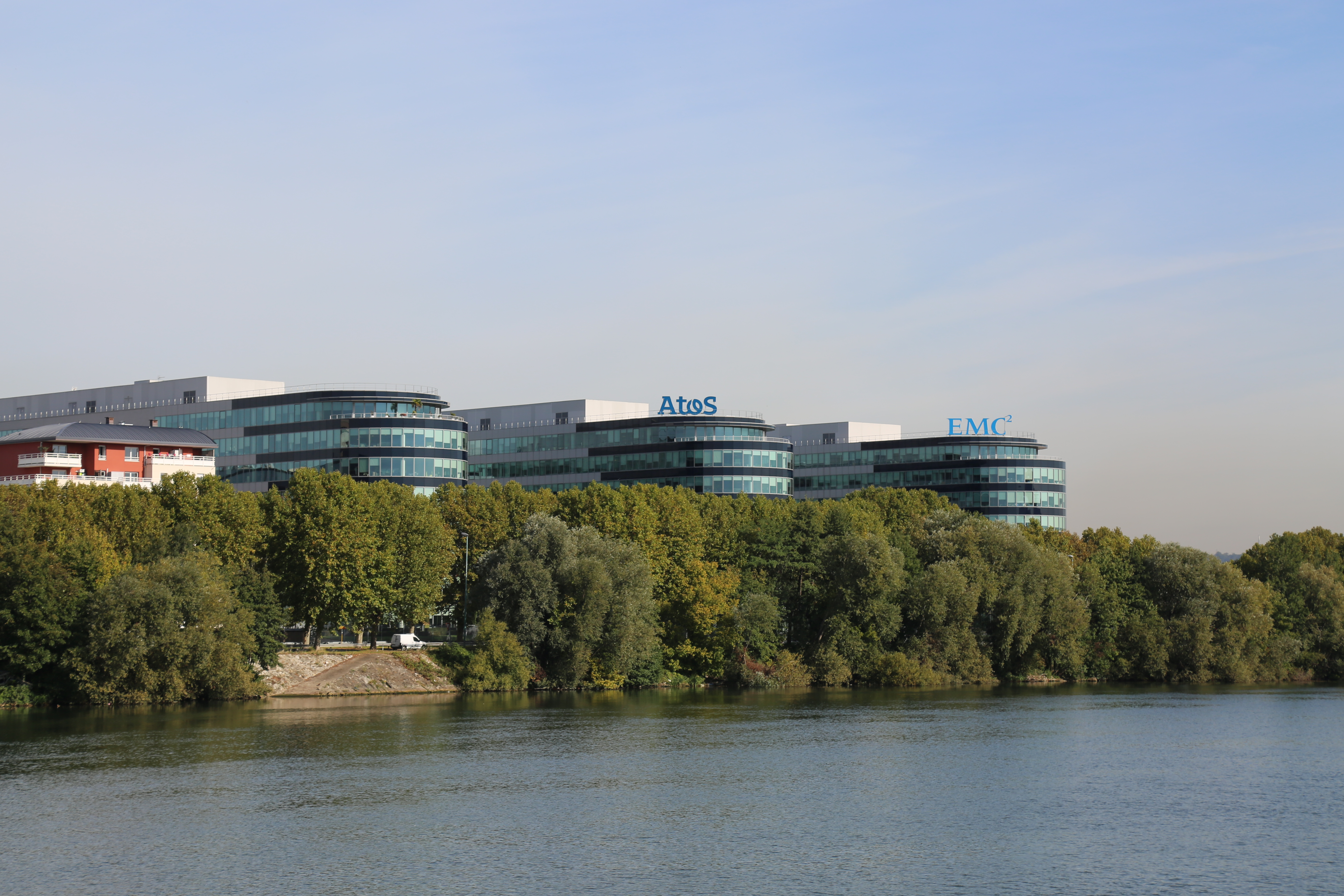
Atos Headquarters in Bezons (France)

## Geschichte
Atos entstand 1997 aus der Fusion verschiedener französischer IT-Dienstleister (Axime, Sligos und Teile von GSI).
Im Jahr 2000 fusionierte Atos mit der niederländischen Firma Origin, der Softwaretochter von Philips, und gab sich den neuen Namen Atos Origin. Das Unternehmen wuchs stetig, zum einen durch Akquisitionen, zum anderen durch Outsourcingvereinbarungen mit Personal- und Technologietransfers. Im Jahr 2002 entstand aus der Übernahme des Beratungsgeschäfts von KPMG in Großbritannien und den Niederlanden die Firma Atos Consulting. Damit sicherte sich der Konzern ein starkes Standbein im Beratungssegment des IT-Marktes.
2004 erfolgte die Übernahme der IT-Sparte von Karstadt; diese machte damals einen Jahresumsatz von etwa 1,2 Mrd. Euro.
Im Januar 2004 erwarb Atos Origin von Schlumberger die Sema-Gruppe und formte damit eines der größten europäischen Unternehmen für IT-Dienstleistungen. Zum Zeitpunkt der Akquisition hatte Sema 20.000 Beschäftigte und einen Jahresumsatz von rund 2,4 Milliarden Euro. Atos Origin erwirtschaftete 2003 mit 26.500 Beschäftigten einen Jahresumsatz von über 3 Milliarden Euro.
Am 14. Dezember 2010 gab Atos Origin den Kauf der Siemens IT Solutions and Services (SIS) bekannt. Der Verkauf wurde am 1. Juli 2011 nach Zustimmung der Atos-Aktionäre vollzogen. Zuletzt hatte die SIS einen Umsatz von 3,7 Milliarden mit rund 31.000 Mitarbeitern weltweit erwirtschaftet. Siemens wurde durch die Transaktion größter Aktionär von Atos und hält etwa 15 % der Anteile. Der Kauf von SIS kostete Atos Origin 850 Millionen Euro; davon wurden 186 Millionen Euro bar ausbezahlt und der übrige Teil in Form von Wandelanleihen und Aktien transferiert. Nach der Übernahme der ehemaligen IT-Sparte von Siemens strich man „Origin“ aus dem Unternehmensnamen und firmiert seit dem 1. Juli 2011 unter dem Namen Atos.
Weltweit beschäftigte das vereinte Unternehmen 2015 rund 100.000 Mitarbeiter in 73 Ländern und erzielte einen Umsatz von rund 12 Milliarden Euro.
Atos war damit 2015 der zweitgrößte IT-Service-Provider in Europa.
Weitere große Übernahmen von Atos waren danach der Cloud-Dienstleister Canopy, die Firma Bull und im Juli 2015 die IT-Sparte von XEROX (Xerox ITO). Im Januar 2016 schloss Atos die Übernahme von Unify, einem der größten Unternehmen im Bereich von integrierten Kommunikationslösungen, von der Gores Group und Siemens (ehemals Siemens Enterprise Communications SEN) ab. Außerdem unterzeichnete Atos über seine Tochter Bull eine Partnerschaft mit Orange Cyberdefense.
Im gleichen Jahr führte Atos im April unter dem Namen Atos-Codex eine Data-Analytics-Lösung für die gesamte IT-Wertschöpfungskette
ein und im November unter dem Namen Atos Quantum
das erste Branchenprogramm in Europa zur Entwicklung von Quanten-Computing-Lösungen; wenige Monate später stellte Atos unter dem Namen „Atos Quantum Learning Machine“, das weltweit erste kommerziell verfügbare Maschinensystem vor, das bis zu 40 Quantenbits (Qubits) simulieren kann.
Im Jahr 2017 schloss Atos die Übernahme von Siemens Convergence Creators (CVC)
und zData, einem führenden Anbieter von Big-Data-Beratung und -Lösungen für Unternehmen und Konzerne. ab.
Im Februar 2018 wählte die Europäische Weltraumorganisation Atos aus, um neue Dienste auf der Grundlage von Satellitendaten zu ermöglichen.
Kurz darauf verkündet Atos seine globale Partnerschaft mit Google Cloud. Im Oktober 2018 hat Atos Syntel übernommen.
Im August 2019 verkündete Atos die Unterzeichnung eines Fünfjahresvertrags über 198 Millionen US-Dollar mit dem Staat Kalifornien, um das Notrufsystem des Bundesstaates in moderne Breitband-Kommunikationsplattformen umzuwandeln.
Im September weihte Atos sein erstes Labor für Künstliche Intelligenz (KI) in Deutschland ein. In diesem Innovationsraum entwickelt Atos für seine Kunden Lösungen, die auf Künstlicher Intelligenz und anderen führenden Technologien basieren.
Die in der Tochter Atos Worldline gebündelten Aktivitäten im Bereich Zahlungsdienstleistungen wurden 2014 unter dem Namen Worldline an die Börse gebracht; zunächst hielt Atos eine Mehrheit am Kapital, die sich im Zuge von Akquisitionen bis Ende 2019 auf 19 % verringerte. Am 14. Juni 2022 gab Atos bekannt, sich von den verbliebenen Anteilen an Worldline vollständig getrennt zu haben.
Auf Grund seiner Nominierung für das Amt des EU-Kommissars für den Binnenmarkt trat Thierry Breton Ende Oktober 2019 von seinen seit 2008 geführten Positionen als Verwaltungsratsvorsitzender und CEO von Atos zurück.
Im Aufsichtsrat soll in der Folge Bertrand Meunier die Rolle des nicht-geschäftsführenden Vorsitzenden übernehmen, während Elie Girard zu November 2019 zum neuen CEO ernannt wurde.
Im Jahr 2021 hatte Atos finanzielle Schwierigkeiten mit einem Verlust von 129 Millionen €, der Aktienkurs sank von 100 € (2017) auf 45 € (2021). Großaktionäre werfen der Firma vor, den Trend zur Cloud nicht rechtzeitig erkannt zu haben, außerdem seien die Zukäufe von Siemens und Xerox defizitär. Am 20. Oktober 2021 reichte Elie Girard seinen Rücktritt ein. Er wurde vorübergehend durch Pierre Barnabé und Adrian Gregory ersetzt, bis Rodolphe Belmer am 1. Januar 2022 übernahm. Im Geschäftsjahr 2021 verschlechterte sich die Ertragslage weiter, es wurde ein Verlust in Höhe von 2,96 Mrd.€ ausgewiesen, wovon 1,9 Mrd. auf Sonderabschreibungen entfallen. Der Aktienkurs gab weiter nach und lag Ende Februar 2022 bei 30 €. Das Geschäftsjahr 2023 schloss erneut mit einem hohen Verlust von −3,4 Mrd. Euro ab. Der Eigenkapitalanteil an der Bilanzsumme war zum Bilanzstichtag unter einem Prozent. Im Juli 2024 traf Atos eine Vereinbarung mit seinen Kreditgebern und Aktionären, durch die die Firma neue Finanzmittel in Höhe von 1.675 Mio. € erhält, dazu eine Interims-Finanzierung von 800 Mio. €. Der Anteil der bestehenden Aktionäre wird auf 0,1 % abgewertet.
Nach der Ankündigung im Januar 2023, die Marke Unify an die kanadische Firma Mitel Networks verkaufen zu wollen, ist der Verkauf von Unify im Oktober 2023 abgeschlossen worden.

### Aufteilung in Atos und Eviden
Im Juni 2022 gab Atos bekannt, dass der Vertrag mit CEO Rodolphe Belmer, der im Januar die Führung übernommen hatte, spätestens im September 2022 beendet ist. Seine Nachfolger sind Nourdine Bihmane als CEO sowie Philippe Oliva als Deputy CEO. Grund ist eine Meinungsverschiedenheit mit dem Aufsichtsrat, wie der Niedergang von Atos gestoppt werden kann. Der Umsatz war im letzten Jahr um 2,5 % rückläufig, der Aktienkurs sank um 59 %. Der Aufsichtsrat beschloss eine Aufteilung von Atos in 2 Gesellschaften: das klassische Geschäft mit dem Betrieb von Kunden-IT-Systemen wird weiterhin bei Atos bleiben, aber die Geschäftsbereiche Beratung, Sicherheit und HPC werden in die neue Gesellschaft Eviden überführt.
Eviden wurde 2023 gegründet. Anfang 2024 spitzte sich die Lage weiter zu. Um den hohen Schuldenstand zu reduzieren, plante Atos eine Kapitalerhöhung um 720 Mio. €. Nach weiterem Rückgang des Aktienkurses um 25 % waren die Banken BNP Paribas und JP Morgan nicht mehr bereit, die Ausgabe zu finanzieren. Verhandlungen mit EP Equity Investment (EPEI) des tschechischen Milliardärs Daniel Křetínský über die Übernahme von Tech Foundations für ca. 2 Mrd. € stockten, die Verhandlungen mit Airbus über die Übernahme von BDS (Big Data & Security) scheiterten im März 2024. Ende 2024 beschloss der französische Staat, Eviden für ca. 500 bis 625 Mio. € Anfang 2025 zu übernehmen. Damit ist die Verstaatlichung von Atos insgesamt hinfällig.
2025 organisierten Atos und Eviden ihre interne Struktur neu. Atos besteht aus den sechs Geschäftsbereichen: Cloud & moderne Infrastruktur, Cyber-Services, Daten & KI, Digitale Anwendungen, Smart Platforms und Digital Workplace. Eviden besteht aus vier Produktlinien: Cybersicherheitsprodukte, Advanced Computing, missionskritische Systeme und Vision AI.

### Atos HPC
Die Atos HPC Abteilung ist aus Bull hervorgegangen. Nach der Übernahme 2014 wurde eine neue Generation von Supercomputern entwickelt: BullSequana, mit dem ersten Modell X1000 im Jahr 2016 für das Commissariat à l’énergie atomique et aux énergies alternatives in Frankreich. Die nächste Generation XH2000 kam 2018 auf den Markt. Sie war vor allem energieeffizienter und ausgelegt für den Einsatz von Intel oder AMD CPUs und Nvidia GPUs. Auch das Backplane ist flexibel und unterstützt InfiniBand HDR und Bull eXascale Interconnect. Die Leistung betrug ungefähr 23,4 PFLOPs. Anfang 2022 wurde das Modell BullSequana XH3000 vorgestellt, das bis auf einige Hundert Racks ausgebaut werden kann. Die erste Anlage ist mit AMD EPYC 7764-Prozessoren ausgerüstet. Alleinstellungsmerkmal dieser Modellreihe ist das „Direct Liquid Cooling System“ (Direktes Flüssigkeitskühlsystem), welches bis zu 350 Watt pro CPU und 500 Watt pro GPU an Verlustleistung bewältigen kann. Für 2024 sind Anlagen mit 100 Racks und 25.000 Endpoints geplant.
2025 installierte Eviden, der neue Name von Atos HPC, im Forschungszentrum Jülich den Supercomputer Jupiter, die Firma veröffentlichte einige Zahlen dazu. Die gemessene Leistung beträgt 793 Pflops, das System besteht aus 23.500 Nvidia GH200 Einheiten, im Betrieb beträgt der Stromverbrauch 13 Megawatt, der Preis betrug ca. 500 Mio. €.
In der 59. Top 500-Liste der Supercomputer vom Juni 2022 belegte Atos HPC die folgenden Plätze unter den ersten 100:
| Platz | Name - Modell                                      | Rmax PFlops |
| ----- | -------------------------------------------------- | ----------- |
| 11    | JUWELS Booster Module - Bull Sequana XH2000        | 44,12       |
| 17    | CEA-HF - BullSequana XH2000                        | 23,24       |
| 45    | Tera-1000-2 - Bull Sequana X1000                   | 11,97       |
| 48    | MeluXina - Accelerator Module - BullSequana XH2000 | 11,52       |
| 63    | Taranis - Bull Sequana XH2000                      | 8,19        |
| 71    | Belenos - Bull Sequana XH2000                      | 7,68        |
| 76    | Levante - BullSequana XH2000                       | 7,0         |
| 77    | JOLIOT-CURIE ROME - Bull Sequana XH2000            | 6,99        |
| 86    | JUWELS Module 1 - Bull Sequana X1000               | 6,16        |
| 89    | Lise - Bull intel Cluster                          | 6,05        |
| 91    | Emmy+ - BullSequana X                              | 5,95        |
| 100   | MAHTI - Bull Sequana XH2000                        | 5,39        |

- Rmax: Maximal LINPACK performance achieved (Gemessener Maximalwert in Petaflops pro Sekunde)

In der 60. Top 500 Liste vom November 2022 belegt das System Leonardo, ein Bull Sequana XH2000 mit Rmax 174,70 den 4. Platz.

## Standorte
Atos ist weltweit in 73 Ländern vertreten. Der Hauptsitz der Firma liegt in Bezons bei Paris.
In Deutschland gibt es neben dem Hauptsitz in München über 20 weitere Standorte.

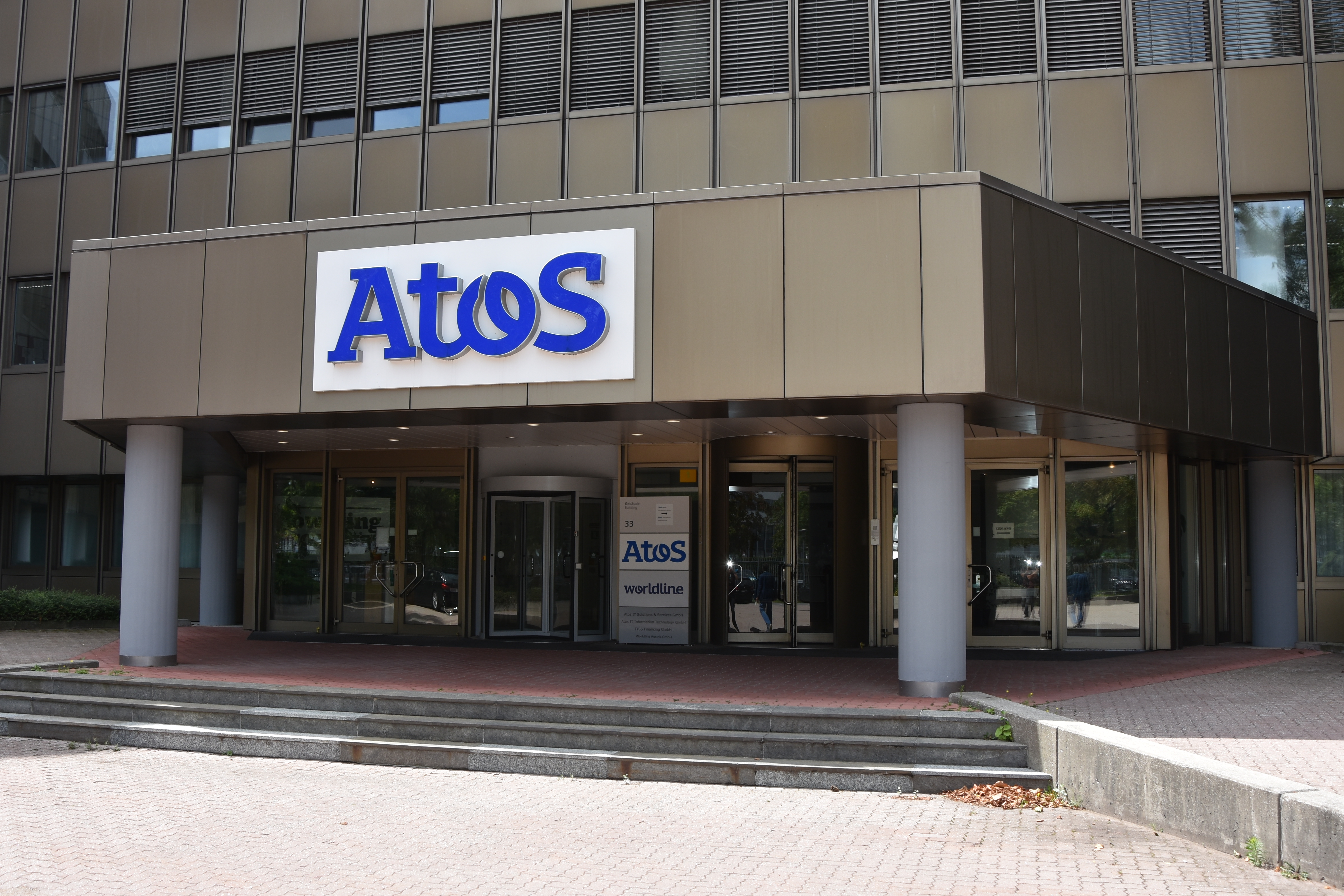
Zentrale der Atos IT Solutions and Services GmbH in Wien (Juli 2017)

 Die Tochter Atos IT Solutions and Services Austria ist in Österreich aktiv.

## Gesellschaftliches Engagement
Seit 2001 ist das Unternehmen offizieller IT-Partner bei den Olympischen Spielen und seit 2002 auch bei den Paralympischen Spielen und tritt als Sponsor für die Veranstaltungen und Sportler auf.
Ähnliche Arrangements gab bzw. gibt es auch für die Commonwealth Games seit 2014, die Südostasienspiele 2015, die European Championships 2018 und für die Panamerikanischen Spiele 2019 und 2023.
Im Februar 2019 kündigten Atos und Worldline die Unterzeichnung der Charta der Vereinten Nationen zum Schutz der Rechte von LGBT+-Personen in der Wirtschaft und der LGBT+-Verpflichtungscharta des anderen Kreises an – damit verpflichteten sie sich, LGBT+-Personen weltweit zu unterstützen.